# Resolução 328 do Conselho de Segurança das Nações Unidas
A Resolução 328 do Conselho de Segurança das Nações Unidas, adotada em 10 de março de 1973, após receber um relatório da Missão Especial estabelecida pela resolução 326 e reafirmar as declarações anteriores, o Conselho incentivou o Reino Unido, como potência administradora, a convocar uma conferência constitucional nacional onde o "Representantes genuínos do povo do Zimbábue " poderiam chegar a um acordo sobre o futuro do país.
O Conselho exortou também o governo a tomar todas as medidas eficazes para criar as condições necessárias para permitir que o povo da Rodésia exerça o seu direito à autodeterminação, a libertação incondicional de todos os presos/detidos/presidiários políticos, a revogação de todas as medidas repressivas e legislação discriminatória e remoção de todas as restrições à atividade política .
A resolução foi aprovada por 13 votos a nenhum contra; o Reino Unido e os Estados Unidos abstiveram -se na votação.